# Pavetta radicans
Pavetta radicans är en måreväxtart som beskrevs av William Philip Hiern. Pavetta radicans ingår i släktet Pavetta och familjen måreväxter. Inga underarter finns listade i Catalogue of Life.